# Sherilyn Fenn
Sherilyn Ann Fenn (Detroit, Míchigan; 1 de febrero de 1965), más conocida como Sherilyn Fenn, es una actriz estadounidense de cine y televisión.

## Biografía
Es hija de la música Arlene Quatro (hermana de Suzi Quatro), razón por la que ella y sus tres hermanos menores viajaron por todo Estados Unidos para acompañar a su madre durante sus giras. Cuando tenía 17 años su familia se estableció en Los Ángeles y ella estudió en el instituto de Beverly Hills. Al finalizar sus estudios se matriculó en el Lee Strasberg Theater Institute, donde estudió interpretación. A los 19 fue camarera en el Club Playboy trabajando únicamente durante dos meses.
Su debut cinematográfico se produjo con un papel secundario en la comedia The Wild Life 1984, a la que siguieron otros trabajos de reparto en filmes de serie B, como la comedia juvenil Just One of the Guys, el largometraje sobre monopatines Trashin': patinar o morir junto a Josh Brolin, el filme de acción protagonizado por Charlie Sheen The Wraith (El aparecido, 1986) o la comedia terrorífica Zombie High (1987). También tuvo un rol secundario, aunque relativamente preponderante, en "Seducción de dos lunas" (Two Moon Junction), de 1988; ese año también participó junto a David Carradine (Kung Fu, Kill Bill) en la película "Calles peligrosas", del director peruano Luis Llosa, para lo cual estuvo filmando durante una breve temporada en Perú, acompañada por su novio de aquel entonces, Johnny Depp.[cita requerida]
Después de participar en algunos telefilms y de aparecer en un episodio de la serie Nuevos policías (21 Jump Street), en 1990 formó parte del amplio reparto de la serie Twin Peaks, de David Lynch. Su papel fue el de la sensual Audrey Horne, hija de Benjamin Horne (Richard Beymer), el corrupto dueño del lujoso hotel de la localidad. Permaneció en la serie hasta su conclusión en 1991 y este trabajo la convirtió en una sex symbol de los 90, y llegó a posar desnuda para la revista Playboy. También apareció junto a sus compañeras de reparto Mädchen Amick y Lara Flynn Boyle en la portada del número de octubre de 1990 de Rolling Stone.[cita requerida]
David Lynch volvió a contar con ella para un breve papel en la película Corazón salvaje 1990. Sin embargo, su carrera posterior comenzó a ser poco destacada, con papeles secundarios en filmes como el thriller Diario de una asesino en serie 1991 o el drama rural De ratones y hombres 1992, dirigida y protagonizada por Gary Sinise, en la que también secundó a John Malkovich.
En 1993, protagonizó el thriller erótico Mi obsesión por Helena, dirigida por Jennifer Chambers Lynch, hija de David Lynch. La película fue un fracaso absoluto, al igual que la comedia paródica Distracción fatal o la romántica Tres en raya, ambas de 1993. Por este motivo, pronto volvió a la pequeña pantalla protagonizando varios telefilms, entre los que destacó La historia de Elizabeth Taylor 1994, en el que interpretó a la popular actriz. Alternó estos trabajos con apariciones en las series Friends (como Ginger, una novia ocasional de Chandler Bing que tenía una pierna ortopédica) e Historias de la cripta (como Erika, en el famoso episodio "Tú, asesino").[cita requerida]
En 1998 protagonizó la sitcom Pasados de vueltas, que permaneció en antena hasta 2001, después de tres temporadas. Y participó en Gilmore Girls como la mamá de la hija de Luke.
En fechas más recientes ha participado en los telefilms Nightwaves (2004) y Mr. Ed (2004). A excepción del drama independiente El mundo de Leland 2003, sus últimos largometrajes han estado vinculados al mercado del videoclub.
En 2003 interpretó el papel de la villana Harleen Quinzel en el episodio piloto de la efímera serie de superheroínas Birds of Prey, pero al final fue reemplazada por la actriz Mia Sara. También la hemos podido ver como actriz invitada en las series Dawson crece, Ley y Orden: Unidad de Víctimas Especiales, Frasier, Las chicas Gilmore o Los 4400.[cita requerida]
Entre 2006 y 2007 apareció en el drama Whitepaddy y en la película de aventuras de serie B Treasure Raiders, junto a David Carradine, así como en un episodio de CSI: Miami.[cita requerida]
En 2014 apareció en el telefilme dedicado a la difunta actriz Brittany Murphy, The Brittany Murphy Story, en el papel de Sharon Murphy.[cita requerida]
En 2016 fue invitada en la serie estadounidense Shameless.
En 2017 trabajó en la serie Confess, basada en el libro de Colleen Hoover, y volvió a interpretar a Audrey Horne en el revival de Twin Peaks, The Return of Twin Peaks. 
En 2020 apareció en el videoclip de la canción "Deseos De Usar Y Tirar" del cantante español Enrique Bunbury junto a la actriz transgénero Jessica Hogan recreando el baile de Audrey Horne de la serie Twin Peaks. Además, el videoclip es un homenaje a la obra de David Lynch, del cual Bunbury es un gran admirador del director.

## Filmografía

### Film
| Año  | Título                          | Rol                            | Notas           |
| ---- | ------------------------------- | ------------------------------ | --------------- |
| 1984 | The Wild Life                   | Penny Harlin                   |                 |
| 1985 | Out of Control                  | Katie                          |                 |
| 1985 | Just One of the Guys            | Sandy                          |                 |
| 1985 | Dummies                         |                                | Corto           |
| 1986 | Thrashin'                       | Velvet                         |                 |
| 1986 | The Wraith                      | Keri Johnson                   |                 |
| 1987 | Zombie High                     | Suzi                           |                 |
| 1988 | Two Moon Junction               | April Delongpre                |                 |
| 1989 | Crime Zone                      | Helen                          |                 |
| 1989 | True Blood                      | Jennifer Scott                 |                 |
| 1990 | Backstreet Dreams               | Lucy                           |                 |
| 1990 | Wild at Heart                   | Mujer en accidente             |                 |
| 1990 | Meridian                        | Catherine Bomarzini            |                 |
| 1991 | Desire and Hell at Sunset Motel | Bridget 'Bridey' DeSoto        |                 |
| 1991 | Diary of a Hitman               | Jain Zidzyck                   |                 |
| 1992 | Ruby                            | Sheryl Ann 'Candy Cane' DuJean |                 |
| 1992 | Of Mice and Men                 | Esposa de Curley               |                 |
| 1993 | Three of Hearts                 | Ellen Armstrong                |                 |
| 1993 | Boxing Helena                   | Helena                         |                 |
| 1993 | Fatal Instinct                  | Laura Lincolnberry             |                 |
| 1996 | The Assassination File          | Lauren Jacobs                  |                 |
| 1997 | Lovelife                        | Molly                          |                 |
| 1997 | Just Write                      | Amanda Clark                   |                 |
| 1998 | The Shadow Men                  | Dez Wilson                     |                 |
| 1998 | Outside Ozona                   | Marcy Duggan Rice              |                 |
| 1999 | Darkness Falls                  | Sally Driscoll                 |                 |
| 2000 | Cement                          | Lyndel Holt                    |                 |
| 2002 | Swindle                         | Sophie Zenn                    |                 |
| 2003 | The United States of Leland     | Angela Calderon                |                 |
| 2003 | Dream Warrior                   | Sterling                       |                 |
| 2006 | Novel Romance                   | Liza Normane Stewart           |                 |
| 2007 | Treasure Raiders                | Lena                           |                 |
| 2009 | Fist of the Warrior             | Katie Barnes                   |                 |
| 2009 | The Scenesters                  | A.D.A. Barbara Dietrichson     |                 |
| 2013 | Raze                            | Elizabeth                      |                 |
| 2015 | Unnatural                       | Dr. Hannah Lindval             |                 |
| 2016 | The Secrets of Emily Blair      | Linda Regan                    |                 |
| 2017 | Wish Upon                       | Sra. Deluca                    |                 |
| 2020 | Immortalist                     | Laura Spersoni                 |                 |
| 2020 | Shooting Heroin                 | Hazel                          |                 |
| 2021 | Something About Her             | Charlene                       |                 |
| TBA  | Silent Life                     | Alla Nazimova                  | Post-producción |
| 2022 | Losing Addison                  | Sarah Jane McCubbin            |                 |

### Televisión
| Año       | Título                              | Rol                                   | Notas |
| --------- | ----------------------------------- | ------------------------------------- | --- |
| 1984      | Silence of the Heart                | Monica                                | Film para TV |
| 1985      | Cheers                              | Gabrielle                             | Episodio: "The Groom Wore Clearasil" |
| 1987      | 21 Jump Street                      | Diane Nelson                          | Episodio: "Blindsided" |
| 1987      | Tales from the Hollywood Hills      | Betty                                 | Episodio: "A Table at Ciro's" |
| 1988      | Divided We Stand                    | Lorraine                              | Piloto |
| 1988      | ABC Afterschool Special             | Beth                                  | Episodio: "A Family Again" |
| 1989      | TV 101                              | Robin Zimmer                          | Episodios: "The Last Temptation of Checker (Parts 1 & 2)" |
| 1990–1991 | Twin Peaks                          | Audrey Horne                          | 28 episodios Nominada—Premio Emmy a Mejor Actriz de Reparto en Serie Dramática Nominada—Golden Globe Award a Mejor Actriz de Reparto - Serie, Miniserie o Film para TV |
| 1991      | Dillinger                           | Billie Frechette                      | Film para TV |
| 1994      | Spring Awakening                    | Margie                                | Film para TV |
| 1995      | Slave of Dreams                     | Zulaikha                              | Film para TV |
| 1995      | Tales from the Crypt                | Erika                                 | Episodio: "You, Murderer" |
| 1995      | Liz: The Elizabeth Taylor Story     | Elizabeth Taylor                      | Film para TV |
| 1996      | A Season in Purgatory               | Kit Bradley                           | 2 episodios |
| 1997      | Friends                             | Ginger                                | Episodio: "The One with Phoebe's Ex-Partner" |
| 1997      | The Don's Analyst                   | Isabella Leoni                        | Film para TV |
| 1997      | Prey                                | Dra. Sloan Larkin                     | Piloto no emitido |
| 1998      | Nightmare Street                    | Joanna Burke / Sarah Randolph         | Film para TV |
| 1998–2001 | Rude Awakening                      | Billie Frank                          | 55 episodios |
| 1998      | Cupid                               | Helen Davis                           | Episodio: "Pick-Up Schticks" |
| 1999      | Love, American Style                | Nancy                                 | Segment: "Love and the Jealous Lover" |
| 2001      | The Outer Limits                    | Nora Griffiths / Clon de Nora         | Episodio: "Replica" |
| 2001      | Night Visions                       | Charlotte                             | Episodio: "Used Car" |
| 2001      | Blind Men                           |                                       | Piloto |
| 2001      | Off Season                          | Patty Winslow                         | Film para TV |
| 2002      | Watching Ellie                      | Vanessa                               | 2 episodios |
| 2002      | Dawson's Creek                      | Alexandra 'Alex' Pearl                | 3 episodios |
| 2002      | Birds of Prey                       | Dra. Harleen Quinzel / Harley Quinn   | Piloto no emitido |
| 2002      | Scent of Danger                     | Brenna Shaw                           | Film para TV |
| 2002      | Law & Order: Special Victims Unit   | Gloria Stanfield                      | Episodio: "Deception" |
| 2003      | Nightwaves                          | Shelby Naylor                         | Film para TV |
| 2003      | Gilmore Girls                       | Sasha                                 | Episodio: "Here Comes the Son" |
| 2003–2004 | Boston Public                       | Violet Montgomery                     | 4 episodios |
| 2004      | Cavedweller                         | M.T.                                  | Film para TV |
| 2004      | NCIS                                | Jane Doe / Suzzanne McNeil            | Episodio: "Left for Dead" |
| 2004      | Century Cities                      | Bree Clemens                          | Episodio: "The Face Was Familiar" |
| 2004      | Mister Ed                           | Carlotta Pope                         | Piloto |
| 2004      | Pop Rocks                           | Allison Harden                        | Film para TV |
| 2005      | Officer Down                        | Kathryn Shaunessy                     | Film para TV |
| 2005      | Deadly Isolation                    | Susan Mandaway                        | Film para TV |
| 2005      | Judging Amy                         | Heather Reid                          | Episodio: "My Name Is Amy Gray..." |
| 2005      | The 4400                            | Jean DeLynn Baker                     | Episodio: "Carrier" |
| 2006      | Presumed Dead                       | Det. Mary Anne 'Coop' Cooper          | Film para TV |
| 2006–2007 | Gilmore Girls                       | Anna Nardini                          | 8 episodios |
| 2006      | CSI: Miami                          | Gwen Creighton                        | Episodio: "Open Water" |
| 2006      | Three Moons Over Milford            | Janet Davis                           | Piloto no emitido |
| 2006      | Smith                               | Debbie Turkenson                      | Episodio: "Six" |
| 2007      | The Dukes of Hazzard: The Beginning | Lulu Hogg                             | Film para TV |
| 2008      | House M.D.                          | Sra. Soellner                         | Episodio: "Joy to the World" |
| 2009      | In Plain Sight                      | Helen Trask / Helen Traylen           | Episodio: "Let's Get It Ahn" |
| 2010      | Psych                               | Maudette Hornsby                      | Episodio: "Dual Spires" |
| 2012      | Bigfoot                             | Sheriff Becky Alvarez                 | Film para TV |
| 2012      | Project: Phoenix                    | Ellena Hyland                         | Piloto |
| 2013      | Magic City                          | Madame Renee                          | 4 episodios |
| 2014      | CSI: Crime Scene Investigation      | Madame Suzanne                        | Episodio: "Love For Sale" |
| 2014      | Ray Donovan                         | Donna Cochran                         | 8 episodios |
| 2014      | The Brittany Murphy Story           | Sharon Murphy                         | Film para TV |
| 2014      | Rescuing Madison                    | Bess                                  | Film para TV |
| 2016      | Shameless                           | Queenie Slott                         | 5 episodios |
| 2016      | Casa Vita                           | Marlene Lindstrom                     | Film para TV |
| 2016      | Major Crimes                        | Marsha Walker                         | Episodio: "Off the Wagon" |
| 2016      | Criminal Minds                      | Gloria Barker                         | Episodio: "Taboo" |
| 2017      | Fatal Defense                       | Inspector Banks                       | Film para TV |
| 2017      | Twin Peaks                          | Audrey Horne                          | 4 episodios |
| 2017–2021 | S.W.A.T.                            | Karen Street                          | 9 episodios |
| 2018      | Robot Chicken                       | Cerdo monia / Mamá Dinosaurio (voces) | Episodio: "He's Not Even Aiming at the Toilet" |
| 2018      | Titans                              | Melissa Roth                          | Episodio: "Titans" |
| 2019      | Goliath                             | Bobbi                                 | 4 episodios |
| 2019      | The Magicians                       | Etta                                  | Episodio: "Lost, Found, Fucked" |
| 2020      | Little America                      | Laura Bush                            | Episodio: "The Manager" |
| 2022      | Shining Vale                        | Robyn Court                           | |